# Slaget om Midway
Slaget om Midway var et søslag mellem den japanske og den amerikanske flåde ved Midwayøerne i Stillehavet under 2. verdenskrig. Slaget var fremkaldt af Japan og varede fra 4. til 7. juni 1942. Det fandt sted seks måneder efter det japanske angreb på Pearl Harbor, der førte til krigstilstand mellem Japan og USA, og omkring en måned efter slaget ved Koralhavet. Slaget om Midway resulterede i at USA's styrker afviste angrebet og ødelagde 4 japanske hangarskibe og en tung krydser mod et eget tab af et hangarskib og en destroyer.
Det japanske mål med angrebet på Midway, der ligger nordvest for Hawaii, var at lokke de få tilbageværende amerikanske hangarskibe i en fælde og sænke dem. Udover angrebet på Midway omfattede operationen ligeledes en mindre flådestyrkes angreb på Aleuterne. Hvis operationen var lykkedes, ville US Navy (den amerikanske flåde) være blevet neutraliseret i Stillehavet, i hvert fald til langt ind i 1943. Ved at erobre og besætte Midway ville Japan desuden kunne etablere en fremskudt forsvarslinje samt være i position til at angribe videre mod Fiji, Samoa og senere invadere Hawaii, fordi det nordøstlige Stillehav ville have været nærmest forsvarsløst. De japanske planer om Midway-operationen var derfor et led i den overordnede strategi, som havde det vigtige delmål at man ønskede at eliminere USA som strategisk magt i Stillehavet og dermed give Japan frie hænder til at etablere kontrol over Asien. Med et gunstigt udfald håbede japanerne også at USA ville blive tvunget til forhandlingsbordet for at afslutte Stillehavskrigen.
Slaget blev imidlertid et afgørende nederlag for Japan og anses for at være et af de vigtigste søslag under 2. verdenskrig. Det svækkede permanent den japanske flåde, både materielt og ved tabet af mere end 200 erfarne kamppiloter. US Navy kunne dermed overtage initiativet i krigen i Stillehavet og påbegynde offensive operationer.

## Strategisk baggrund
Efter angrebet på Pearl Harbor havde Japan haft stor succes med at opnå sine indledende krigsmål, og havde erobret Filippinerne, Malaya, Singapore og Indonesien. Den indledende planlægning for næste fase var startet i januar 1942, men grundet uenighed i den japanske militære ledelse blev der ikke formuleret en strategi før april 1942. Da lykkedes det for admiral Isoroku Yamamoto, der antydede at han i modsat fald ville trække sig tilbage, at få truffet beslutning om yderligere operationer i den centrale del af Stillehavet.
Yamamotos første udfordring og bekymring var de amerikanske hangarskibe og deres bombefly. Dette fik større vægt efter "Doolittle-raidet" den 18. april 1942, hvor B-25 Mitchell bombefly udførte et bombetogt mod Tokyo fra hangarskibet USS Hornet. Angrebet forårsagede kun begrænset materiel skade, men var et stort psykologisk chok for den japanske opinion, fordi det afslørede et hul i forsvaret af det japanske ørige, som tillod USA at angribe selve Japan.
Yamamoto antog at et angreb mod hangarskibenes base ved Pearl Harbor ville trække disse ind i kamp. Men efter det japanske angreb i december 1941 var USA's flystyrker på øgruppen kraftigt forstærket, og en sådan operation blev anset for udelukket. I stedet valgte Yamamoto at sætte ind mod atollen Midway, nordvest for Hawaii, omkring 2.400 km fra Oahu. Selve Midway var ikke specielt interessant i det større strategiske billede, men Yamamoto antog at USA ville anse Midway som en vigtig forpost for Pearl Harbor og derfor ville forsvare atollen.

## Forudgående aktiviteter

### Angrebsplanen
Som de fleste andre japanske krigsplaner under anden verdenskrig var admiral Yamamotos slagplan for angrebet ved Midway forholdsvis kompliceret. Yamamoto antog at amerikanerne var demoraliserede af de tab de havde pådraget sig i de første måneder af krigen, og at en fælde måtte lægges for at få den amerikanske stillehavsflåde i kamp. Admiralen forsøgte derfor at deployere sine styrker sådan at amerikanerne ikke skulle få overblik over deres fulde omfang. Man har længe ment at denne taktik gik så vidt,at japanernes angreb på øgruppen Aleuterne ved Alaska var en afledningsmanøvre, men nyere forskning har vist at det var et selvstændigt angreb, som var planlagt at skulle ske samtidig, men som skete dagen før som følge af en forsinkelse af viceadmiral Chuichi Nagumos afsejling. Under alle omstændigheder var dette ekstra angreb et spild af offensive styrker, som ville have været bedre anvendt sydpå.
Udover at styrkerne var spredt over et stort område, sejlede Nagumos hangarskibsstyrke flere hundrede sømil fra sin støttestyrke af slagskibe og krydsere. Støttestyrken var beregnet på at skulle møde eventuelle lignende overfladeskibe, som amerikanerne kunne tænkes at bruge for at undsætte Midway. Desværre for japanerne betød vægten på hemmeligholdelse og overraskelse at de forskellige dele af styrken ikke kunne støtte hinanden ved amerikanske angreb. Dette skulle blive fatalt for Nagumos hangarskibe under slaget, hvor slagskibene kunne have ydet værdifuld antiluftskyts-dækning i stedet for at være reserveret til en overfladekamp som aldrig kom til at finde sted.
Yamamotos plan var også baseret på optimistisk efterretningsinformation, der antydede at hangarskibene USS Enterprise og USS Hornet, som dannede Task Force 16, var de eneste hangarskibe, US Navy havde til rådighed i Stillehavet. USS Lexington var blevet sænket, og USS Yorktown alvorligt skadet (og mentes sunket) under slaget ved Koralhavet, og japanerne troede at USS Saratoga var under reparation på et skibsværft på USA's vestkyst efter at være blevet ramt af en torpedo.

### Amerikanske efterretninger
Efterretningstjenesten i US Navy havde opfanget og afkodet dele af meddelelser sendt i den japanske flådes krypterede kodesystem JN-25. Sammen med briterne og hollænderne havde de også gjort store fremskridt med den nyeste version af koden, som var blevet taget i brug kort før angrebet på Pearl Harbor. Mængden af signalefterretning efter japanernes jagt på den styrke som havde gennemført Doolittle bidrog også til at kompromittere JN-25.
I maj 1942 blev amerikanerne klar over at japanerne planlagde en massiv offensiv mod et sted de omtalte under kodenavnet "AF". Efter at have sammenholdt signalefterretningen med andre kilder var admiral Chester Nimitz's stab på Hawaii overbeviste om, at "AF" var Midway. Marinestabens krypteringsenhed OP-20-G i Washington D.C. under Nimitz' overordnede, admiral Ernest King, var imidlertid af den mening at "AF" betød Aleuterne.
En innovativ og gennemtænkt idé fra chefen for Nimitz' signalefterretningsafdeling, kommandør Joseph J. Rochefort betød, at man kunne fastslå, at "AF" var Midway. Chefen på Midway blev nemlig i et telegram, der overførtes via et aflytningssikkert undervandskabel, beordret til at sende en radiomelding til Pearl Harbor om, at øen manglede drikkevand efter et nedbrud af vandværket – og at sende denne melding i en kode, som amerikanerne vidste, japanerne havde brudt. Kort efter opfangede signalaflytningen en japansk JN-25-krypteret melding, som informerede angrebsstyrkerne om "AFs" ferskvandsproblemer og bad dem tage hensyn til dette. Rochefort blev for dette efterretningskup posthumt hædret med medaljen Distinguished Service Medal i 1985 og året efter med Presidential Medal of Freedom.
Yderligere information fra afkodningen af JN-25 meldinger indgik imidlertid langsomt, delvis på grund af de hastige og fremskyndede japanske forberedelser, og Nimitz og hans planlæggere kunne derfor først i sidste øjeblik lægge en plan for et overfald på angriberne.

## Optakten til slaget
For at kunne gennemføre en kamp mod en forventet fjendtlig styrke på 4-5 hangarskibe havde admiral Nimitz brug for ethvert amerikansk flyvedæk, han kunne skaffe til veje. Han havde allerede to hangarskibe (USS Enterprise og USS Hornet) på stedet under kommando af kontreadmiral Raymond A. Spruance (der havde afløst viceadmiral William Halsey, som måtte erstattes, fordi han var ramt af psoriasis). Nimitz beordrede derfor kontreadmiral Frank Jack Fletchers kampgruppe tilbage fra det sydvestlige Stillehav.
Hangarskibet USS Yorktown havde fået store skader under slaget ved Koralhavet, men værftet i Pearl Harbor arbejdede døgnet rundt for at reparere det. Skønt reparationerne var anslået til måneders varighed, lykkedes det i løbet af 72 intense timer at forvandle USS Yorktown til et fungerende skib. Flyvedækket blev lappet sammen, hele indre sektioner blev taget ud og erstattet af nye, og flere flyeskadriller blev overført fra USS Saratoga. Admiral Nimitz måtte totalt ignorere de sædvanlige, etablerede rutiner for at få dette tredje hangarskib klar til slaget; reparationerne fortsatte selv efter dets afsejling, idet arbejdshold fra reparationsskibet USS Vestal, der selv var blevet beskadiget i Pearl Harbor, stadig var om bord.
I Japan ventede hangarskibet Zuikaku i havnen i Kure (nær Hiroshima) på fly til erstatning for dem det havde mistet i slaget ved Koralhavet. Samtidig ventede det svært beskadigede hangarskib Shokaku på at komme i tørdok til en månedlang reparation efter at have modtaget 3 bombetræffere i samme slag. Japanerne havde muligheden for at udruste Zuikaku med flyeskadriller sammensat af enhederne fra de to skibe og derved få et ekstra hangarskib med i slaget, men et seriøst forsøg herpå blev ikke gjort. I stedet for at råde over 6 hangarskibe måtte admiral Nagumo derfor nøjes med at bringe 4 i kamp.
Etablering af fremskudt japansk overvågning var godt planlagt, men mislykkedes i udførelsen. En bevogtningslinje med japanske ubåde blev således etableret for sent, hvorfor de amerikanske hangarskibe kunne nå deres samlingspunkt nordøst for Midway (kendt som Point Luck) uden at blive opdaget. En plan om at bruge vandflyvere til at rekognoscere Pearl Harbor før slaget og derved finde ud af hvilke styrker der var i havn, gik i vasken. De japanske fly skulle påfyldes brændstof fra ubåde ved den hidtil øde atol French Frigate Shoals, men ubådene måtte konstatere at der nu befandt sig krigsskibe fra US Navy i nærheden.
De japanske styrker havde derfor ikke overblik over positionerne for de amerikanske hangarskibe før slaget begyndte. Japansk overvågning af den amerikanske kommunikation registrerede imidlertid en forøgelse af trafikvolumen, hvilket både Nagumo og Yamamoto blev gjort bekendt med, men disse foruroligende varsler medførte ingen ændringer i de japanske planer. Nimitz havde på sin side en meget god oversigt over japanske positioner og planer på grund af sine gode signalefterretningskilder.

### Styrkeoversigt
Den japanske flåde kunne stille med 4 hangarskibe, 150 andre fartøjer (bl.a. 7 slagskibe, 10 krydsere og 10 ubåde), 248 hangarskibsbaserede fly og 16 andre fly. Mod det mønstrede US Navy 3 hangarskibe (USS Enterprise, USS Hornet og USS Yorktown), 50 andre fartøjer (bl.a. 8 krydsere og 19 ubåde), 233 hangarskibsbaserede fly og 127 landbaserede fly fra Midway. Bortset fra fly og ubåde havde den japanske flåde således den største styrke før angrebet.

## Slagets forløb

### Indledende luftangreb
Viceadmiral Chuichi Nagumo sendte 108 fly i luften for at angribe Midway kl. 04.30 den 4. juni. Sideløbende hermed sendte japanerne syv rekognosceringsfly ud, såvel som kampflypatruljer. De japanske rekognosceringspatruljer var imidlertid ikke tilstrækkelige til at dække hele det ønskede havområde og løb desuden ind i problemer med vejret nordøst og øst for Nagumos flådestyrker.
Klokken 06:20 bombede de japanske hangarskibsbaserede fly den amerikanske base på Midway, der blev svært beskadiget. Jagerflyene på Midway, hvoraf mange var af ældre model, forsøgte at forsvare atollen, men led store tab. Det amerikanske antiluftskyts var imidlertid træfsikkert og intenst og beskadigede mange japanske fly. Den japanske angrebsleder observerede at Midways bombefly allerede var lettet og meldte tilbage til Nagumo, at en ekstra angrebsbølge var nødvendig for at neutralisere atollens forsvar. Dette var en forudsætning for at landgangstropperne, som kom ind fra sydvest, kunne landsættes den 7. juni.
De amerikanske bombefly, som var lettet før det japanske angreb, bombede de japanske hangarskibe. Blandt flyene var seks Grumman TBF Avenger i deres første kampindsats, og Martin B-26 Marauders bestykket med torpedoer. Den japanske flådestyrke forsvarede sig med små tab, mens alle amerikanske fly på nær 3 bombefly blev skudt ned.
Admiral Nagumo havde holdt halvparten af sin flystyrke tilbage som en reserve, hvilket var japansk standardprocedure på den tid. Reservestyrken omfattede to eskadriller bombefly og torpedofly. De sidste var lastet med torpedoer i tilfælde af, at man skulle opdage amerikanske krigsskibe, mens bombeflyene på dette tidspunkt endnu var ubevæbnede. På baggrund af tilbagemeldingerne fra de japanske fly over Midway beordrede Nagumo kl. 07:15 at alle reserveflyene skulle lastes med sædvanlige kontaktbomber beregnet på landmål. Skiftet af våbenlast i torpedoflyene havde været i gang ca. 30 minutter, da et rekognosceringsfly fra krydseren Tone kl. 07:40 meldte om en større amerikansk styrke i øst. Nagumo ændrede ordren om at skifte våbenlast og bad rekognosceringsflyet fastslå sammensætningen af den amerikanske styrke.
Admiral Nagumo stod nu overfor et vanskeligt valg. Kontreadmiral Tamon Yamaguchi, som ledede anden hangarskibsdivision (hangarskibene Hiryu og Soryu), signalerede til Nagumo at han anbefalede at angribe øjeblikkelig med de fly, som var klar. Nagumo havde mulighed for at sende en angrebsbølge med flyene i reservestyrken mod de amerikanske fartøjer. Det krævede et hurtigt valg, eftersom de fly der havde angrebet Midway var på vej tilbage med lille brændstofbeholdning og skadede fly og besætninger. De måtte derfor lande hurtigt, og det ville tage mellem 30-45 minutter at få angrebsbølgen i luften. Ved at angribe øjeblikkelig ville nogle af flyene desuden blive sendt i kamp uden den korrekte våbenlast til kamp mod skibe. Japansk hangarskibstaktik anbefalede fuldt operative angrebsbølger, og da han ikke havde fået bekræftet om den amerikanske styrke også omfattede hangarskibe, var Nagumo afventende. Et nyt amerikansk angreb fra Midway var også ventet kl. 07:53, hvilket gav Nagumo meget kort tid til at bestemme sig. Nagumo tog så den skæbnesvangre beslutning at udsætte opsendelse af reservestyrken (som dog så kunne få korrekt våbenlast) til den første angrebsbølge var landet.

### Angreb på den japanske flådestyrke
I mellemtiden havde amerikanerne allerede sendt deres hangarskibsbaserede fly mod den japanske flådestyrke. Kontreadmiral Fletcher om bord i Yorktown havde modtaget den japanske styrkes position og sammensætning fra rekognosceringsfly og beordret angreb så hurtigt som praktisk muligt. Hangarskibene Enterprise og Hornet under Spruance sendte deres fly af sted kl. 07:00, mens Fletcher om bord på Yorktown først måtte tage imod sine rekognosceringsfly før han kunne sende sine bombefly af sted kl. 08:00. Amerikanske operationer på flyvedækket var imidlertid endnu ikke så effektive som japanernes, og de amerikanske fly gik til angreb i flere grupper. Dette reducerede den totale effekt af de amerikanske angreb og påførte amerikanerne væsentligt højere tab.
De amerikanske hangarskibsbaserede bombefly, der var uden jagerstøtte, begyndte at angribe de japanske hangarskibe klokken 09:20. Første bølge var torpedoeskadrille 8 (VT-8), der blev fulgt af VT-6 klokken 09:40. VT-8 blev totalt udslettet, og det gik næsten lige så dårligt for VT-6, uden at de japanske skibe blev ramt. De japanske kampflypatruljer med de hurtige jagerfly A6M Zero gjorde kort proces med de langsomme, dårligt bevæbnede amerikanske torpedofly. På trods af de store tab opnåede de amerikanske torpedofly indirekte to vigtige resultater: De holdt de japanske styrker fuldt beskæftiget, uden ro til at sende deres eget modangreb af sted, og angrebene fik de japanske kampfly ud af position, så den japanske flåde ikke var dækket i alle retninger. Da en tredje bølge torpedofly (VT-3) angreb fra sydøst klokken 10:00, trak det hovedparten af de japanske jagerfly mod dette område. 
Ved et tilfælde kom to formationer (totalt tre eskadriller) amerikanske dykbombefly (SBD Dauntless) fra Enterprise og Yorktown på dette tidspunkt ind samtidig fra nordøst og sydvest. De havde haft vanskeligheder med at lokalisere de japanske skibe, men kom på et særdeles gunstigt tidspunkt for deres angreb på de japanske hangarskibe, der som følge af Yamamotos beslutning var i en yderst sårbar situation. Bevæbnede og fuldt optankede japanske kampfly stod tæt på hangardækkene, brændstofslanger lå på kryds og tværs, mens påfyldning af flyene var i gang, og udskiftningen af våbenlasten betød, at bomber og torpedoer var stablet på dækkene og ikke sikret i magasinerne.
Den nødvendige konstante aktivitet på flyvedækkene med opsendelse af jagerfly den foregående time betød, at japanerne aldrig fik mulighed for at sende deres reservestyrke af bombemaskiner af sted. De få maskiner på flyvedækkene under det afgørende angreb var fortrinsvis jagerfly. Under alle omstændigheder blev denne tilfældige mulighed udnyttet til det yderste af de amerikanske bombepiloter.
Klokken 10:22 angreb flyene fra Enterprise de japanske hangarskibe Kaga og Akagi, mens et angreb nord for disse to skibe med fly fra Yorktown sigtede mod hangarskibet Soryu. Samtidig angreb torpedoflyene i VT-3 hangarskibet Hiryu, men nok en gang ramte de ikke. De amerikanske bombefly havde derimod afgørende held med sig. I løbet af seks minutter havde de gennemført deres angreb og efterladt deres mål i brand. Akagi var blevet ramt af en enkelt bombe, men det var nok. Den trængte igennem til øverste hangardæk og eksploderede mellem de bevæbnede og brændstoffyldte fly der. Endnu en bombe eksploderede under vandet så tæt på, at vandsøjlen fra den dels bøjede flydækket opad og dels forårsagede afgørende rorskade. Soryu blev ramt af tre bomber i hangardækkene og Kaga af mindst fire bomber. Alle tre hangarskibe var ude af kampen og blev bagefter forladt og sænket.
Etter flyangrebene affyrede den amerikanske ubåd Nautilus (SS-168) torpedoer mod, hvad besætningen troede var Soryu, men som ifølge senere undersøgelser må have været Kaga. Besætningen på Nautilus meldte, at en torpedo ramte hangarskibet og detonerede, men de overlevende fra Kaga havde ikke observeret noget torpedoangreb.

### Japansk modangreb
Hiryu var nu det eneste kampklare japanske hangarskib, og det indledte med det samme et modangreb. Den første gruppe japanske bombere skadede Yorktown alvorligt, men det lykkedes besætningen at få kontrol over skaderne i en sådan grad, at den anden bølge torpedofly antog skibet for at være ubeskadiget. På trods af et japansk håb om at udligne tabstallene ved at ramme to hangarskibe med hver sin angrebsbølge, modstod Yorktown også det andet angreb. Det var dog ude af kampen, men de to andre hangarskibe (Task Force 16) var som følge heraf uskadte. Yorktown blev forsøgt reddet, men blev torpederet og sænket af en japansk ubåd (7. juni). Den samme torpedosalve fra ubåden sænkede også jageren USS Hammann, som var blevet afgivet for at bistå Yorktown. Ud på eftermiddagen fandt amerikanske rekognosceringsfly Hiryu, og Enterprise sendte en sidste angrebsbølge af sted, som efterlod hende synkefærdig. En gruppe fra Hornet, som kom senere af sted på grund af en kommunikationsfejl, koncentrerede sig om de øvrige overfladeskibe, men havde ikke held med at ramme dem.
Da mørket sænkede sig, kunne de stridende parter gøre regnskabet op. Admiral Spruance havde overtaget den amerikanske taktiske kommando, da admiral Fletcher måtte forlade den synkende Yorktown. Amerikanerne var klar over, at de havde vundet en stor sejr, men Spruance var ikke sikker på, hvor store tilbageværende styrker japanerne havde, og han var indstillet på at sikre både Midway og sine hangarskibe. Han trak sig derfor tilbage mod øst for at undgå en træfning om natten med andre mulige japanske overfladeskibe. I de tidlige morgentimer sejlede han igen mod vest og indtog en position, hvorfra han kunne beskytte Midway mod et eventuelt japansk landgangsforsøg. 
Yamamoto fortsatte først efter planen og sendte sine overfladestyrker østover for at finde og angribe de amerikanske hangarskibe. Samtidig blev en krydserstyrke sendt ud for at bombardere atollen natten igennem. Efterhånden som natten gik uden spor af de amerikanske hangarskibe, meldte realiteten i situationen sig med sin indbyggede logik, og klokken 02:30 beordrede Yamamoto sine styrker til at trække sig tilbage mod vest.
Under den natlige tilbagetrækning i tæt formation led den japanske krydserstyrke yderligere tab. Efter at have observeret den amerikanske ubåd USS Tambor (SS-198) udførte styrken en undvigelsesmanøvre, hvor den japanske krydser Mogami tog fejl under en kursændring og kolliderede med søsterskibet Mikuma. De næste dage angreb først fly fra Midway og siden fly fra admiral Spruances hangarskibe de to skadede krydsere, og det lykkedes at sænke Mikuma.

## Efterspil
Efter at have vundet en klar sejr trak de amerikanske styrker sig tilbage. Den kejserlige japanske flådes tab af fire af sine seks store hangarskibe: Kaga, Akagi, Soryu og Hiryu – kun Zuikaku og Shokaku var tilbage – stoppede den japanske ekspansion i Stillehavet.
Den amerikanske stillehavsflåde var nu nogenlunde jævnbyrdig med japanerne i store hangarskibe og i stand til at gribe initiativet i krigen. Kort tid efter slaget om Midway blev Guadalcanal invaderet, og dermed indledtes udmattelseskrigen på Solomonøerne, som permanent kom til at knække den japanske flåde og eliminere dens bedste flystyrker.

### Følger for krigsførelsen
Slaget om Midway var et afgørende vendepunkt i Stillehavskrigen, men det vandt den ikke.  Den japanske flåde fortsatte med at kæmpe indædt, og det tog endnu mange måneder, før US Navy gik fra at være jævnbyrdig til at blive stadig mere overlegen. Hvis US Navy havde tabt slaget om Midway, er det stadig ikke sandsynligt, at det ville have ført til et amerikansk nederlag i krigen – dertil var USA's ressourcer for store. Slaget om Midway var derfor ikke afgørende på samme måde som for eksempel slaget ved Trafalgar var det under Napoleonskrigene. Men sejren gav US Navy det strategiske initiativ, påførte den japanske flåde tab den aldrig kom sig over, og forkortede krigen i Stillehavet.
Kun to måneder senere kunne USA overraske Japan med angrebet på Guadalcanal. Det ville sikkert ikke være sket så hurtigt eller være lykkedes i samme grad, hvis Midway i stedet havde været et nederlag. Desuden havde sejren langtrækkende virkninger ved at sikre de allieredes forsyningslinjer til Australien og i det Indiske Ocean. For eksempel blev briternes forsvar af Suezkanalen mod Afrikakorpset styrket og forsynet via skibsruter i det Indiske Ocean.
Selv om Midway ikke ødelagde Japans maritime luftstyrker, fik de et hårdt slag. Før krigsudbruddet uddannede Japan piloter af meget høj kvalitet, men i meget små antal. Den lille gruppe elitepiloter var hærdet i både træning og kamp. I slaget om Midway mistede Japan lige så mange piloter på én dag, som der før krigen var blevet uddannet på et år.  I det efterfølgende slag ved Guadalcanal i andet halvår 1942 blev Japans resterende maritime luftstyrker slidt ned i en udmattelseskrig. Selv om Japan uddannede piloter under krigen, var træningen dårligere og medførte en ubalance, der blev tydeligere efterhånden som USA fik rådighed over fly som klart overgik de japanske. Omkring midten af 1943 havde slaget om Midway og tabene ved Guadalcanal derfor decimeret Japans maritime luftstyrker.  Værre endnu for japanerne betød deres praksis med at beholde de bedste piloter i kamp en ringere uddannelse af de nye. I modsætning hertil sendte US Navy regelmæssigt sine bedste flyvere hjem for at oplære kommende piloter i de teknikker, de skulle bruge til at påføre japanerne tab.
Ødelæggelsen af fire af Japans seks store hangarskibe var et uopretteligt tab. Disse fartøjer blev ikke erstattet før tidligt i 1945. I mellemtiden havde US Navy udrustet mere end 20 store og middelstore hangarskibe og en række eskortehangarskibe. Slaget om Midway betød derfor en varig reduktion af den japanske marines slagkraft og reducerede den tidsperiode hvor den japanske hangarskibsstyrke kunne kæmpe under fordelagtige betingelser.
Betydningen af slaget om Midway kan også vurderes ved at analysere den hypotetiske situation, at US Navy havde tabt slaget og mistet de involverede hangarskibe. At krigen i Stillehavet var blevet forlænget står klart. Med kun to hangarskibe tilbage (USS Saratoga og Wasp) ville USA være tvunget i defensiven i det mindste for resten af 1942, og nøglepersoner som Nimitz og Spruance kunne have mistet deres stillinger efter en sådan katastrofe. Japanerne kunne have fortsat deres fremstød mod Vanuatu (Ny Hebriderne), afskåret kommunikationslinjerne til Australien og færdiggjort deres erobring af New Guinea. USA's offensive operationer i Stillehavet ville være blevet udsat, formentlig så længe som til midten af 1943, hvor nye hangarskibe ville være til rådighed.
Det er endelig muligt at et nederlag ville have påvirket fordelingen af ressourcer mellem krigsskuepladserne og udsat operationerne i Europa. En længerevarende krig i Stillehavet kunne også have give Sovjetunionen en helt anden rolle i krigen mod Japan, og tilsvarende en rolle i okkupationen af landet efter fredsslutningen.

### Skibsvragene
På grund af oceanets store havdybder i slagets område (mere end 5.200 m) har eftersøgninger efter vragene været yderst vanskelige. Den 19. maj 1998 lykkedes det dog Robert Ballard og et hold videnskabsmænd og veteraner fra kampen at finde og fotografere Yorktown. Skibet var bemærkelsesværdigt intakt for et skib, som sank i 1942. De sunkne japanske hangarskibe er ikke fundet, bortset fra et større vragstykke, der er identificeret som værende det øvre hangardæk på Kaga.